# Czerlin (województwo warmińsko-mazurskie)
Czerlin (niem. Klein Nappern) – wieś w Polsce położona w województwie warmińsko-mazurskim, w powiecie iławskim, w gminie Lubawa. W latach 1975–1998 miejscowość administracyjnie należała do województwa olsztyńskiego.

## Historia
Wieś powstała w 1445 r., kiedy to wielki mistrz Konrad von Erlichhausen nadał Pawłowi Danowskiego czterdzieści włók na prawie magdeburskim, z obowiązkiem jednej służby zbrojnej. W 1552 r. Czerlin należał do Jana Witramowskiego (nazwiska mieszkańców wskazywały, że większa część z nich było Polakami). Według dokumentów z 1707 r. wynika, że niejaki Florian Małowiecki zastawił za sumę 4 tys. złotych wieś Napromek i Czerlin Olbrachtowi Kazimierzowi Uzdowskiemu z Ostaszewa. W 1789 r. w Czerlinie był folwark i wieś - razem było tu 7 domów. W 1885 r. wieś zajmowała 160 ha i mieszkały w niej 74 osoby (w tym 60 katolików). W 1910 r. w Czerlinie mieszkało 157 osób, w tym 67 katolików. Po plebiscycie (1920 r.) Czerlin znalazł się w granicach Polski, w obrębie gminy Prątnica w powiecie lubawskim. W tym czasie we wsi było 147 Polaków i 9. Niemców. W 1921 roku stacjonowała tu placówka 13 batalionu celnego.